# Petro Lewtschenko

Petro Lewtschenko

Petro Oleksijowytsch Lewtschenko (ukrainisch Петро Олексійович Левченко, englisch Petro Levchenko; * 11. Juli 1856 in Charkiw, Russisches Kaiserreich; † 27. Januar 1917 in Charkiw) war ein ukrainischer Landschaftsmaler, Grafiker, Künstler von Innenraumkompositionen.

## Leben und Wirken
Petro Lewtschenko wurde 1856 in einer Kaufmannsfamilie geboren und war das älteste von zehn Kindern. Sein Vater, Oleksij Iwanowytsch Lewtschenko, war Eigentümer einer Seilfabrik. Seine erste Kunstlehrer waren Dmytro Bespertschyj am städtischen Gymnasium und Jehor Schrejder in dessen Atelier in Charkiw. Auf der Ausstellung von Studentenarbeiten 1873 in St. Petersburg wurde er mit einer Silbermedaille ausgezeichnet. Auch die Musik faszinierte Lewtschenko, und er nahm Unterricht bei Ilja Slatin. Zwischen 1878 und 1883 war Petro Lewtschenko freier Student an der Kaiserlichen Kunstakademie in St. Petersburg. Er studierte bei den Michail Clodt, Pawel Tschistjakow und Wolodymyr Orlowskyj. Unter dem Einfluss von Serhij Wassylkiwskyj, mit dem er seit seiner Gymnasiumzeit befreundet war, wandte er sich in der Malerei den Miniaturformen zu.
In den Jahren 1895 und 1899–1900 reiste Lewtschenko nach Westeuropa und besuchte Frankreich, die Schweiz und Italien. Während dieser Reisen wurde er mit den Werken der Impressionisten und der Künstler der Schule von Barbizon vertraut gemacht. Die Werke von Camille Corot und Charles Daubigny beeinflussten sein weiteres Schaffen. Nach seiner Rückkehr in die Ukraine lebte  Lewtschenko hauptsächlich in Charkiw. Der Maler unterrichtete Zeichnen und Malen an der Kunstschule der Stadt Charkiw, die 1896 auf der Grundlage der ersten privaten Zeichen- und Malschule von Maria Rajewskaja-Iwanowa gegründet worden war. Lewtschenko war einer der Gründer und ständiges Mitglied der Charkiwer Gesellschaft der Kunstliebhaber, der Gesellschaft der südrussischen Künstler und der Gesellschaft der Kiewer Künstler. Seit 1886 nahm er regelmäßig an den Ausstellungen der Peredwischniki teil. Neben den Landschaften widmete sich Lewtschenko auch der Komposition von Innenräumen.
Seine erste Ehe war von kurzer Dauer, aus dieser Verbindung ging eine Tochter hervor. Im Jahr 1909 heiratete er die Sängerin des Kiewer Operette Matylda Sytowa. Sie wurde zu seiner Muse und zum Modell für zahlreiche Gemälde. Die letzten Lebensjahre verbrachte der Künstler mit seiner Ehefrau in Smijiw.
Petro Lewtschenko starb am 27. Januar 1917 in einem Krankenhaus in Charkiw an Krebs. 1919 fand die erste Einzelausstellung von Lewtschenkos Werken statt, bei der mehr als 700 seiner Gemälde präsentiert wurden.

## Galerie

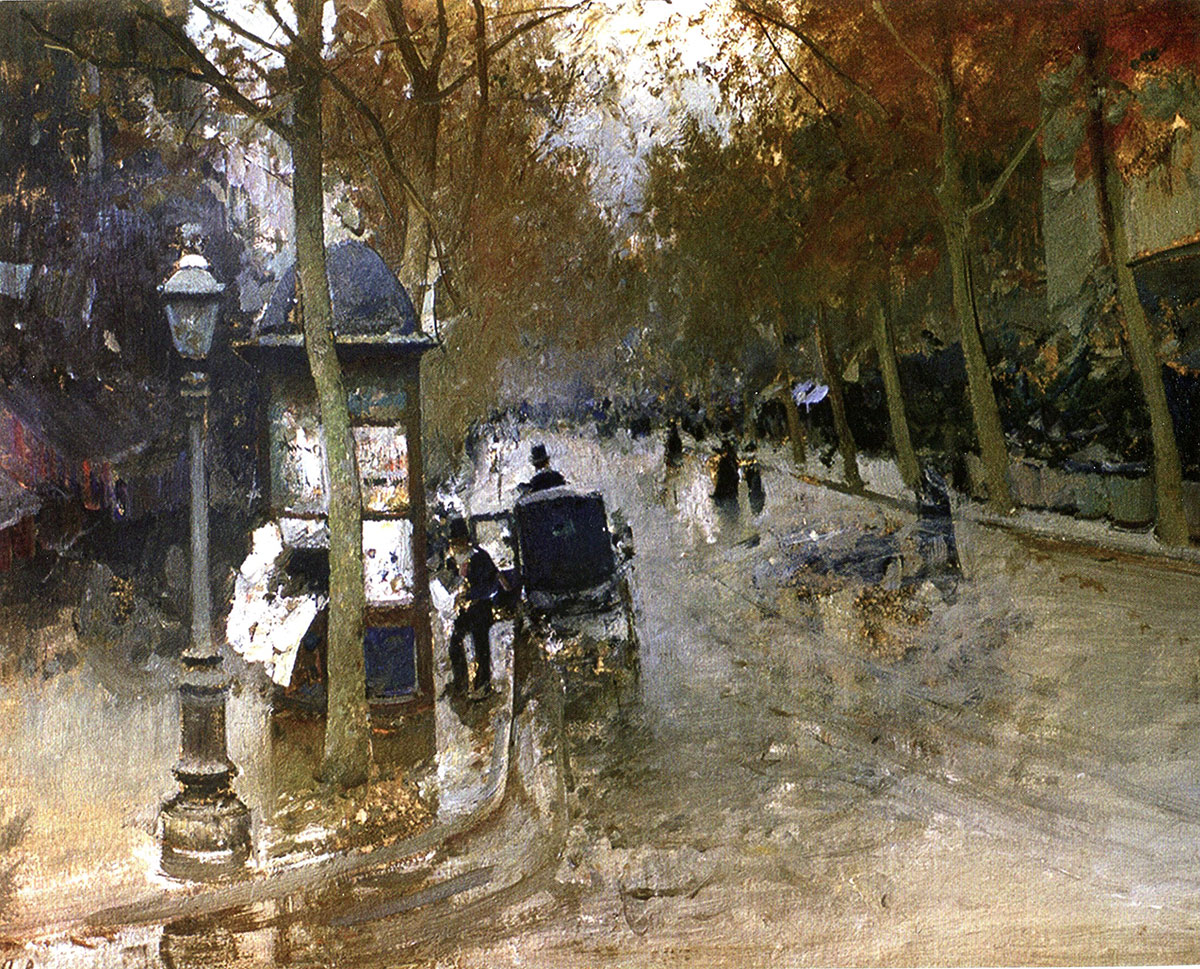
Eine Straße in Paris.  29,5 cm × 36,5 cm
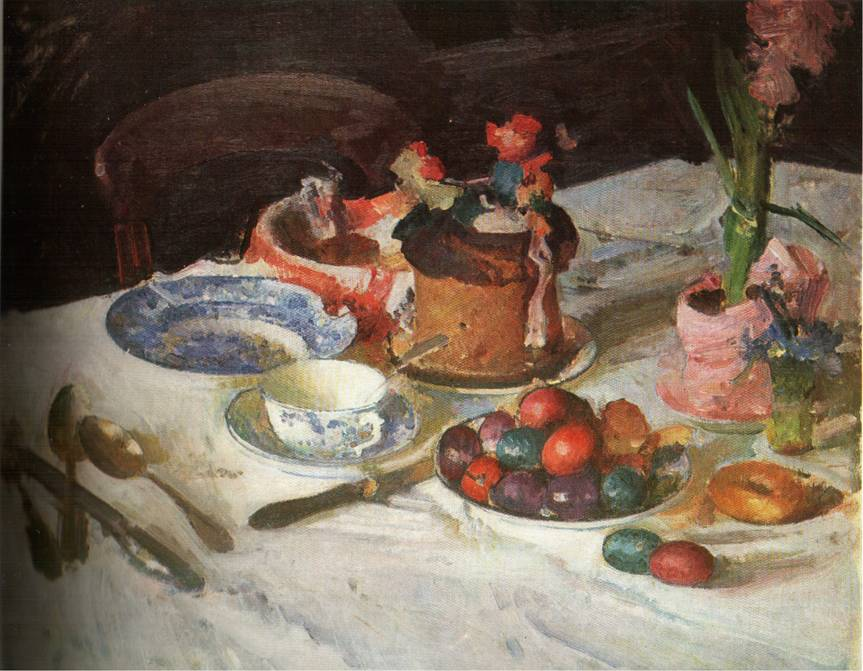
Festtafel.  25,3 cm × 31,5 cm
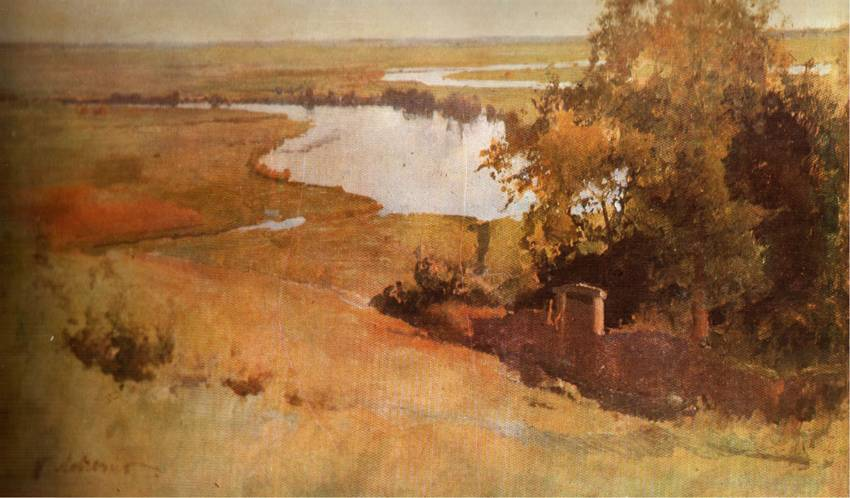
Landschaft im Charkiwer Gebiet, am Fluss.  19 cm × 24,3 cm
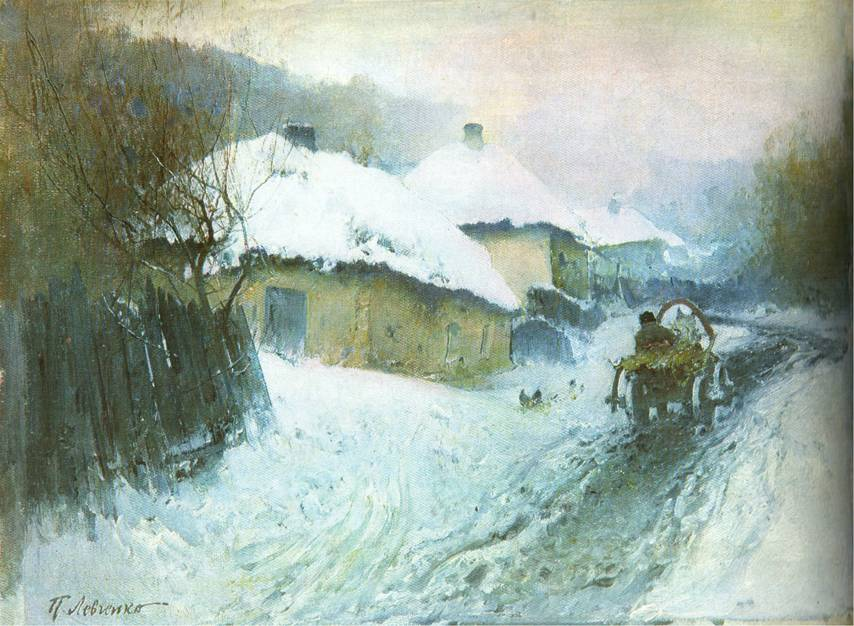
Krähwinkel. 24,5 cm × 32 cm
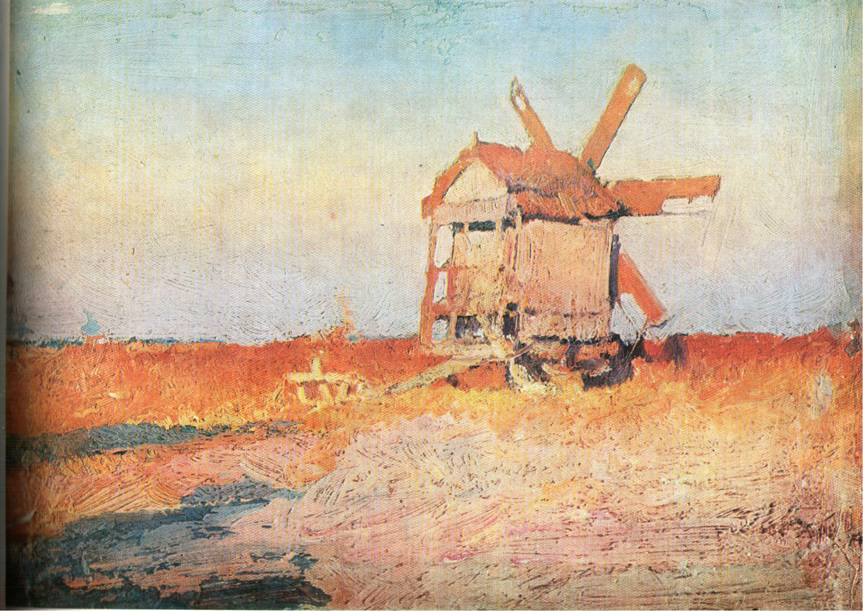
Windmühle. Es dämmert. 14 cm × 24 cm
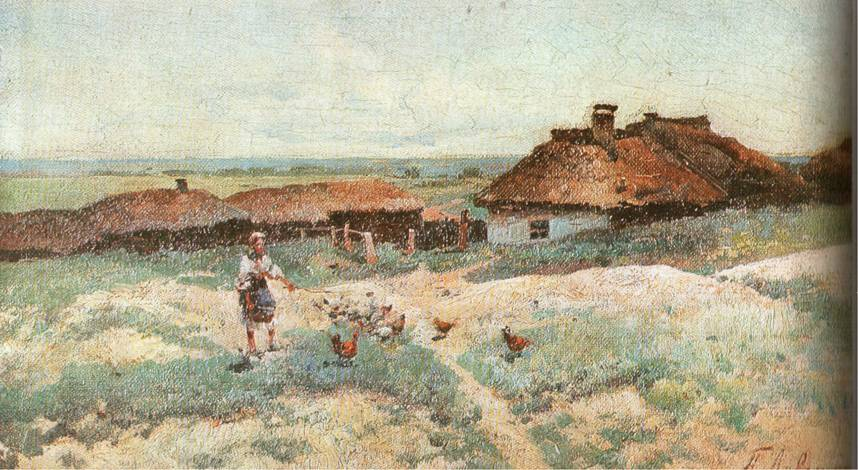
Weiler. 12,5 cm × 21,5 cm